# 名取裕子
名取 裕子（なとり ゆうこ、1957年〈昭和32年〉8月18日 - ）は、神奈川県横須賀市出身の女優。所属事務所は東宝 → 島田事務所 → 茂田オフィス→ホリプロ・ブッキング・エージェンシー。

## 来歴・人物
- 学歴は座間市立栗原小学校、座間市立東中学校[2]、神奈川県立厚木高等学校、青山学院大学文学部日本文学学科卒業（1980年）[1]。
- 大学在学中にカネボウ「ミス・サラダガール・コンテスト」に応募[3][4][5]。準優勝を果たし芸能界に入る（同コンテスト優勝者は古手川祐子）。
- 1976年、東宝『星と嵐』で三浦友和の相手役募集に応募し[1]、同作に出演[1]。翌1977年のTBSポーラテレビ小説『おゆき』で本格デビューを果たす[1]。その後、『3年B組金八先生』に出演して人気を得る。
- 映画では『序の舞』や『吉原炎上』でのヌードを厭わない体当たりの演技が話題になった。
- 松本清張作品に映画・テレビドラマ合わせて17本出演し「清張女優」と呼ばれた（清張本人とも交流があった）[6]。1982年放送の主演作「松本清張の指」は「火曜サスペンス劇場」枠での歴代最高視聴率（28.0％）を記録している。
- 結婚歴のない独身である。昔は「才能がある」男性が理想だったが、名取が飼っている犬を世話してくれて、一緒に1000円ランチを食べるなど、自然に寄り添える男性とタイミングよく出会えたら結婚するとのこと[7]。
- 2022年10月13日、くれ観光特使に就任[8][9][10]。
- 2023年5月、茂田オフィス（1995年より所属）からホリプロ・ブッキング・エージェンシーに移籍した[11]。

### エピソード
- 身長166.5cm、B82cm、W59cm、H89cm（1985年5月）[1]、血液型はAB型。
- ミニチュアダックスフントを飼育しており、溺愛している。テレビに何度も登場し、ドラマのロケ先にも可能な限り連れて行っている（名前はブブ（2017年4月14日に亡くなった）、ブブの娘ジジ、友人から引き取ったココ[12][13]）。
  - 『京都地検の女』のロケで使われた西寿寺に日本に99箇所しかない人間とペットが一緒に入れる合祀墓があると知り、墓の購入を決めた[14]。
- 現在はメダカを飼育しているが、その理由は「メダカは死んでもそんな悲しくないから」。これまでのペットとの別れが辛かった事から至った考えではあるが、この件をくりぃむしちゅーの2人から「最低！」、「理由を変えろ！」などと度々イジられている。
- CMの演出を巡るトラブルで事務所と決裂し、引退状態に追い込まれていたが、演出家和田勉によって『松本清張シリーズ・けものみち』に起用されたことが、状況を変えることになった（和田のざっくばらんで豪快な人柄にも惹かれ、彼が亡くなるまで家族ぐるみの交流があった）[要出典][15]。
- 「名取」つながりで、宮城県名取市の分譲住宅のCMに出演したことがある。
- 俳優の六角精児の姉と高校の同級生。六角の姉は「美人の同級生（名取のこと）がいる」と自慢していた[16]。学内には男子生徒による名取のファンクラブが存在していたという[要出典][17]。
- 高校時代、初恋のボーイフレンドが大好きだったキャロルに思い入れがある。キャロルの解散後ソロデビューした矢沢永吉の楽曲も好んで聴いたという。2008年に出演したラジオ番組「JOMO あの人の物語」において思い出の一曲として選曲したのは『時間よ止まれ』である。

## 出演

### テレビドラマ
- 愛と憎しみの宴（1976年10月6日 - 1977年3月30日、毎日放送）
- おゆき（1977年4月4日 - 9月30日、TBS ポーラテレビ小説） - 初主演・おゆき
- 大河ドラマ（NHK総合）
  - 黄金の日日（1978年1月8日 - 12月24日） - 梢
  - 春の波涛（1985年1月6日 - 12月15日） - 松井須磨子
  - 八代将軍吉宗（1995年1月8日 - 12月10日） - 月光院
  - 利家とまつ（2002年1月6日 - 12月15日） - つね
- 江戸の渦潮（1978年5月4日 - 11月9日、フジテレビ） - おいね
- 愛がわたしを（1978年6月15日 - 9月21日、TBS） - 川瀬友紀
- 半七捕物帳（1979年4月3日 - 9月25日、テレビ朝日）
- 愛と喝采と（1979年4月12日 - 7月5日、TBS 木曜座） - 町田広子
- 風の隼人（1979年8月8日 - 1980年4月2日、NHK総合） - 仙波深雪
- 3年B組金八先生（1979年10月26日 - 1980年3月28日、1995年、1998年、2011年、TBS） - 田沢悦子
- 結婚の四季（1980年7月2日 - 10月9日、フジテレビ）
- ドラマ人間模様（NHK総合）
  - 万葉の娘たち（1981年1月18日 - 2月8日） - 乾仁子
  - 街〜美ら島は、今（まち〜ちゅらとうは、いま）（1983年） - 浦川悦子
- プロハンター（1981年4月7日 - 9月22日、日本テレビ） - 三枝ユミ
- 桃太郎侍 第240話「桃太郎、命ぎりぎり」（1981年5月24日、日本テレビ） - 五条院敦子（さや）
- 佐武と市捕物控シリーズ（1981年 - 1982年、フジテレビ） - みどり 
  - 佐武と市捕物控 女性連続殺人事件!（1981年7月31日）
  - 佐武と市捕物控 斬る 入れ替わった死体の謎!（1981年10月16日）
  - 佐武と市捕物控 地獄の白狐（1982年4月23日）
  - 佐武と市捕物控 岡っ引無情 許婚誘拐（1982年12月10日）
- 松本清張シリーズ・けものみち（1982年1月9日 - 23日、NHK総合 土曜ドラマ） - 主演・成沢民子
- 勇者は語らず いま、日米自動車戦争は（1982年2月7日 - 10日、NHK総合） - 河合京子
- 沖田総司 華麗なる暗殺者（1982年5月21日、フジテレビ） - 小浪
- 火曜サスペンス劇場（日本テレビ）
  - 松本清張の指（1982年7月27日） - 主演・福江弓子
  - 松本清張スペシャル・わるいやつら（1985年4月2日） - 槙村隆子
  - ミスティーガール紅子（1989年10月10日） - 主演・紅子 
    - ミスティーガール紅子II（1990年11月13日）

  - 年下のひと（2005年7月19日） - 朝日牧子
- 夏に逝く女（1982年8月9日 - 9月3日、NHK総合 銀河テレビ小説） - 高村乃里子
- 暁に斬る!（1982年10月5日 - 1983年3月29日、関西テレビ） - お春
- 新・女捜査官（1983年4月5日 - 7月22日、朝日放送） - 主演・塚原路子
- 流れ星佐吉 第17話「女賭博師大執念」（1984年7月24日、関西テレビ）
- 夏に恋する女たち（1983年8月5日 - 9月30日、TBS） - 浅見遙子
- 壬生の恋歌（1983年4月20日 - 10月26日、NHK総合） - お梅
- 脱兎のごとく 岡倉天心（1985年5月6日、NHK総合） - 九鬼波津
- 松本清張スペシャル・支払い過ぎた縁談（1985年10月2日、TBS、水曜ドラマスペシャル） - 主演・萱野幸子
- 金曜ドラマ 深夜にようこそ （1986年、TBS） - 中山絹代
- 再会〜アムステルダム殺人事件（1986年10月17日、フジテレビ、金曜女のドラマスペシャル） - 浅野杏子
- TBS大型時代劇スペシャル（TBS）
  - 太閤記（1987年1月1日） - 高台院（ねね）
  - 徳川家康（1988年1月1日） - 右京
  - 坂本龍馬（1989年3月31日） - 楢崎龍
  - 織田信長（1989年1月1日） - 濃姫
  - 武田信玄（1991年1月1日） - 三条夫人
  - 平清盛（1992年1月1日） - 宗盛の母
  - 天下を獲った男 豊臣秀吉（1993年1月1日） - 芳春院
- 炎の料理人　北大路魯山人（1987年6月30日、日本テレビ）
- モナリザたちの冒険（1987年7月17日 - 9月18日、TBS） - 酒井アイコ
- 夏樹静子劇場 Mの悲劇（1988年1月4日 - 18日、フジテレビ） - 早奈美
- 妻（1988年1月18日 - 28日、TBS、ドラマ23） - 阿也子
- 春の砂漠（1988年4月16日 - 7月9日、日本テレビ）
- 花と家族（1989年1月4日、日本テレビ 水曜グランドロマン）
- ビートたけし殺人事件〜失われた魔人の伝説（1989年10月7日、TBS、ドラマチック22） - 間野千春
- 勝手にしやがれヘイ!ブラザー（1989年10月13日 - 1990年3月23日、日本テレビ） - 妻上洋子
- 緋牡丹お竜（1990年1月2日、テレビ朝日） - 矢野竜子
- 鹿鳴館の貴婦人（1990年2月6日、テレビ朝日） - 大山捨松
- 世にも奇妙な物語 「朝まで生殺人」（1991年4月4日、フジテレビ） - 折井朝子
- 朝日のあたる家（1991年4月18日、よみうりテレビ 木曜ゴールデンドラマ） - 伊丹奏子
- 巌流島 小次郎と武蔵（1992年、NHK総合） - 鈴香
- 実録犯罪氏シリーズ 国際指名手配第1号 前科3犯逃亡画家（1992年4月24日、フジテレビ）
- 法医学教室の事件ファイルシリーズ（1992年 - 、テレビ朝日、木曜ドラマ/土曜ワイド劇場） - 主演・二宮早紀（監察医）
- もう涙は見せない（1993年10月20日 - 12月22日、フジテレビ、水曜劇場） - 加納清美
- 女系家族 赤い欲望 老舗の商家に起る凄絶な遺産争い・体を張った相続の座・欲に舞い愛に踊る華麗な女達（1994年1月3日、テレビ東京） - 浜田文乃
- 先生はワガママ（1994年7月5日 - 8月30日、朝日放送制作・テレビ朝日系、火曜ドラマ） - 主演・華世（数学教師）
- デザートはあなた 第13話（1994年、毎日放送） - 村上なつみ
- 恋人をつくる100の方法（1995年2月14日 - 3月21日、朝日放送） - 主演・美砂樹
- 金田一耕助シリーズ6 八つ墓村（1995年10月13日、フジテレビ） - 森美也子
- 早乙女千春の添乗報告書シリーズ（1995年 - 2005年、TBS、月曜ドラマスペシャル〈1-11〉、月曜ミステリー劇場〈12-17〉） - 主演・早乙女千春
- 影武者・織田信長（1996年、テレビ朝日） - 濃姫
- 松本清張特別企画・紐（1996年7月1日、TBS、月曜ドラマスペシャル） - 主演・梅田静子
- 眠狂四郎スペシャルⅢ 「今日あって、明日なき命を生きる者」（1996年9月19日、テレビ朝日・東映） - お美代
- 連続テレビ小説（NHK総合）
  - あぐり（1997年4月7日 - 10月4日） - チェリー山岡
  - あすか（1999年10月4日 - 2000年4月1日） - 綾瀬（藤吉）ひろこ
- 刑事クマさん（1998年5月25日、TBS） - 桐野麻耶
- 斜光（1998年6月22日、TBS、月曜ドラマスペシャル）
- 地獄の花嫁シリーズ（1999年 - 2004年、フジテレビ、金曜エンタテイメント） - 主演・末永卯月 
  - 地獄の花嫁 ネットストーカー連続殺人の罠!（1999年6月11日）
  - 地獄の花嫁2 ウエディングドレス殺人 亡霊の復讐（2001年2月2日）
  - 地獄の花嫁3 殺意のジューンブライド（2002年6月14日）
  - 結婚相談員 末永卯月の推理案内状 地獄の花嫁4（2003年11月21日）
  - 結婚相談員 末永卯月の推理案内状 地獄の花嫁5（2004年7月2日）
- 女医レイカ（1999年8月6日、フジテレビ、金曜エンタテイメント） - 主演・氷室レイカ
- 京都潜入捜査官（2000年7月6日 - 9月14日、テレビ朝日） - 主演・大野妹子
- 女と愛とミステリー（テレビ東京）
  - Wの悲劇（2001年5月23日） - 和辻淑枝
  - 悪の仮面（2001年9月9日） - 井原恵美子
  - ノサップ岬の女（2002年9月1日） - 主演・富田雅代
  - 松本清張没後10年企画 たづたづし（2002年11月24日） - 仙川加奈子
  - 税関検査官今井陽子 密輸ダイヤモンド殺人事件（2003年2月16日） - 主演・今井陽子
  - 李香蘭（2007年2月11・12日） - 山口アイ
- 時の渚・衝撃の運命（2001年12月1日、テレビ朝日）
- 十津川警部シリーズ27「九州特急つばめ殺人事件」（2003年1月3日、TBS 月曜ミステリー劇場） - 香川美子
- 京都迷宮案内 第11話（2003年3月20日、テレビ朝日） - 前田緑
- 京都地検の女シリーズ（2003年 - 、テレビ朝日） - 鶴丸あや（京都地検検事）
- 小京都飛騨高山殺人事件（2004年、テレビ東京） - 青葉今日子
- 南くんの恋人（2004年7月8日 - 9月16日、テレビ朝日） - 南竹子
- 名探偵赤冨士鷹（2005年12月29・30日、NHK総合） - 夏木絹子
- TRICK 新作スペシャル1（2005年11月13日、テレビ朝日） - 緑川祥子
- 銀座高級クラブママVS熱海老舗旅館女将（2005年11月27日、テレビ東京系、水曜ミステリー9） - 主演・立花小夜子
- 黒いバッグの女（2006年1月5日、テレビ朝日 新春サスペンス特別企画） - 高田信子（黒いバッグの女）
- 警視庁捜査一課9係 年末スペシャル（2006年12月27日、テレビ朝日） - 神宮司桃子 
  - 警視庁捜査一課9係 season3（2008年4月16日 - 6月18日）
  - 特捜9 スペシャル（2019年4月7日）
- 刑事吉永誠一 涙の事件簿4（2006年8月9日、テレビ東京 水曜ミステリー9） - 安永さゆり（ホテルの清掃員）
- 銀座高級クラブママ・青山みゆきシリーズ（2006年 - 2008年、テレビ東京 水曜ミステリー9） - 青山みゆき
- 花いくさ〜京都祇園伝説の芸妓・岩崎峰子（2007年、フジテレビ、金曜エンタテイメント） - 梅千代
- 真実の手記 BC級戦犯 加藤哲太郎「私は貝になりたい」（2007年8月24日、日本テレビ） - 加藤小雪
- 黒い春（2007年3月21日、WOWOW） - 岩倉和子
- ブロードキャストASUKA（2008年、独立UHF、大阪芸術大学との産学共同ドラマ。かねてから親交がある大森一樹が監督を務めるため、出演の依頼を快諾）
- 霧の火 樺太・真岡郵便局に散った九人の乙女たち（2008年8月25日、日本テレビ） - 中村カネ
- チーム・バチスタシリーズ（関西テレビ製作、フジテレビ） - 藤原真琴 
  - チーム・バチスタの栄光（2008年10月14日 - 12月23日）
  - チーム・バチスタ第2弾 ナイチンゲールの沈黙（2009年10月9日、金曜プレステージ）
  - チーム・バチスタ2 ジェネラル・ルージュの凱旋（2010年4月6日 - 6月22日）
  - チーム・バチスタSP2011〜さらばジェネラル!天才救命医は愛する人を救えるか〜（2011年1月2日）
  - チーム・バチスタ3 アリアドネの弾丸（2011年7月12日 - 9月20日）
  - チーム・バチスタ4 螺鈿迷宮（2014年1月7日 - 3月18日）
- コールセンターの恋人（2009年7月3日 - 9月11日、朝日放送・テレビ朝日共同制作） - 南極アイス
- ハンチョウ〜神南署安積班〜シリーズ2「第1話」（2010年1月11日、TBS） - 警視庁組織犯罪対策部第5課 鳥飼麻由美（警部）
- 11人もいる! 第3話 （2011年11月4日、テレビ朝日） - 本人
- 内田康夫ミステリー・湯布院殺人事件（2010年11月19日、金曜プレステージ） - 和泉麻子 
  - 内田康夫サスペンス 浅見光彦 軽井沢殺人事件（2022年2月28日、テレビ東京） - 大原亜矢子 [18]
- 松本清張特別企画・聞かなかった場所（2011年11月16日、テレビ東京系、水曜ミステリー9） - 主演・浅井恒子
- ブラックボード〜時代と戦った教師たち〜 第1夜（2012年4月5日、TBS系、3夜連続スペシャルドラマ） - 白濱まさ
- 新・おみやさん 第9シリーズ 第1話 （2012年4月12日、テレビ朝日系） - 鶴丸あや（京都地検検事)（ゲスト出演）
- 推理作家・池加代子シリーズ（フジテレビ、金曜プレステージ） - 主演・池加代子 
  - 推理作家・池加代子〜殺しのシナリオ〜（2012年5月18日）
  - 推理作家・池加代子〜殺しの文学賞〜（2013年7月26日）
- 葬儀屋松子の事件簿シリーズ（テレビ東京、水曜ミステリー9） - 主演・桶谷松子 
  - 葬儀屋松子の事件簿1（2012年5月30日）
  - 葬儀屋松子の事件簿2（2013年1月23日）
  - 葬儀屋松子の事件簿3（2013年8月28日）
  - 葬儀屋松子の事件簿4（2014年3月12日）
- ATARUスペシャル〜ニューヨークからの挑戦状!!〜（2013年1月6日、TBS） - 阿南恵子
- 女信長（2013年4月5日・4月6日、フジテレビ） - 延暦寺の女
- 安堂ロイド〜A.I. knows LOVE?〜（2013年10月13日 - 12月15日、TBS） - 安堂景子
- 影武者 徳川家康（2014年1月2日、テレビ東京系 新春ワイド時代劇） - 淀殿
- マルホの女〜保険犯罪調査員〜（2014年4月11日 - 6月13日、テレビ東京） - 主演・柏木奈津子
- 罪火（2014年12月10日、テレビ東京系 水曜ミステリー9） - 主演・町村理絵
- ヤメゴク〜ヤクザやめて頂きます〜（2015年4月16日 - 6月18日、TBS） - 永光由美子（特別出演）
- 最強のふたり〜京都府警 特別捜査班〜（2015年7月16日 - 9月10日、テレビ朝日） - 主演・夏木朝子（橋爪功とダブル主演）
- 不機嫌な果実 第6話・最終話（2016年6月3日・10日、テレビ朝日） - 田中早苗
- 探偵少女アリサの事件簿（2017年1月28日、テレビ朝日） - 奥野智美
- トクチョウの女〜国税局特別調査部〜（2017年3月4日、フジテレビ、土曜ワイド[注釈 1]） - 主演・財前円香
- こんにちは、女優の相楽樹です。 第1・3話（2017年3月7日・21日、テレビ東京） - 本人
- 巨悪は眠らせない 特捜検事の標的（2017年10月4日、テレビ東京） - 越村みやび
- 特命刑事 カクホの女シリーズ（テレビ東京） - 主演・北条百合子（麻生祐未とダブル主演）
  - 特命刑事 カクホの女（2018年1月19日 - 3月9日）
  - 特命刑事 カクホの女2（2019年10月18日 - 12月6日）
- 眠狂四郎 The Final（2018年2月17日、フジテレビ・東映） - 文字若
- さくらの親子丼（東海テレビ・フジテレビ） - 三谷桃子 
  - さくらの親子丼2（2018年12月1日 - 2019年1月26日）
  - さくらの親子丼3（2020年10月17日 - 12月19日）
- 警視庁ゼロ係〜生活安全課なんでも相談室〜 SEASON4 最終話（2019年9月6日、テレビ東京） - 北条百合子
- 10の秘密（2020年1月14日 - 3月17日、関西テレビ・フジテレビ） - 白河純子
- オペレーションZ〜日本破滅、待ったなし〜（2020年3月 - 4月、WOWOW） - 綾部望美
- 東京地検の男（2021年3月24日、テレビ朝日） - 剣崎亮子 [19][20]
- 警視庁考察一課（2022年10月17日 - 12月26日、テレビ東京 他） - 名取悠 [21]
- ホリデイ〜江戸の休日〜（2023年1月6日、テレビ東京） - お福 役[22][23]
- さすらい署長 風間昭平スペシャル「とやま庄川峡殺人事件」（2024年6月24日、テレビ東京） - 上宮千代子 役[24]
- 団地のふたり（2024年9月1日 - 11月3日、NHK BS・BSプレミアム4K） - 福田陽子 役
- TRUE COLORS（2025年1月5日 - 3月2日、NHK BS・BSプレミアム4K） - 紀田ジュンコ 役[25]

### バラエティ
- のってシーベンチャー(1980年、朝日放送) - レギュラー
- 今夜はナゾトレ（フジテレビ） - 準レギュラー
- くりぃむクイズ ミラクル9 - 不定期出演[26]
- クイズプレゼンバラエティー Qさま!! - 不定期出演

### その他のテレビ番組
- 第35回NHK紅白歌合戦（1984年12月31日、NHK総合・ラジオ第1） - 審査員

### 映画
- 星と嵐（1976年）
- 関白宣言（1979年） - 鈴木久美
- ねずみ小僧怪盗伝（1984年） - 唐人お吉
- 彩り河（1984年） - 増田ふみ子
- 序の舞（1984年） - 島村津也
- 櫂（1985年） - 染勇
- 時代屋の女房2（1985年） - 真弓
- 夢千代日記（1985年） - 兎
- そろばんずく（1986年） - 桜宮雅
- テイク・イット・イージー（1986年） - 氷室麻弓
- ドン松五郎の生活（1986年） - 松沢久子
- 愛はクロスオーバー（1987年） - 岡崎麻子
- 吉原炎上（1987年） - 上田久乃・若汐・紫太夫
- 首都消失（1987年） - 小出まり子
- 異人たちとの夏（1988年） - 藤野桂
- 肉体の門（1988年） - お澄
- 妖女の時代（1988年） - 大河内葉子 / 宮沢裕子
- 226（1989年） - 野中美保子
- 右曲がりのダンディー（1989年） - 工藤冴子
- 孔雀王 アシュラ伝説（1990年） - 天輪尼
- マドンナのごとく（1990年） - 小島優子
- ボクが病気になった理由 第2話「ランゲルハンス・コネクション」（1990年） - 依田靖子
- 女帝 春日局（1990年） - 民部卿の局
- 撃てばかげろう（1991年） - 川村千佳
- 首領になった男（1991年） - 鈴木千里
- 必殺!5 黄金の血（1991年） - おむら
- 夜のストレンジャー 恐怖（1991年、東映Vシネマ） - 河村露子
- ジェームス山の李蘭（1992年） - 李蘭
- KOYA 澄賢房覚え書（1993年） - 洋子（おれん、春、吉乃）
- ゴト師株式会社 悪徳ホールをぶっ潰せ!（1993年） - 戸張貴和子
- 結婚 佐藤・名取御両家篇（1993年） - 朝子
- 釣りバカ日誌7（1994年） - 田上彩子
- 忠臣蔵外伝 四谷怪談（1994年） - 浮橋太夫（特別出演）
- マークスの山（1995年） - 高木真知子
- 勝手に死なせて!（1995年） - 能見しのぶ
- 幻想アンダルシア（1996年） - 芝山庸子
- 必殺! 主水死す（1996年） - お夢（お千代）
- 必殺! 三味線屋・勇次（1999年） - お喜和
- しあわせ家族計画（2000年） - 広瀬貴美子
- ガラスの脳（2000年） - 長沢津子
- クイール（2004年） - 水戸レン
- 自虐の詩（2007年） - 美和子 役
- チーム・バチスタFINAL ケルベロスの肖像（2014年） - 藤原真琴
- 金子差入店（2025年） - 金子容子[27]
- キリコのタクト〜YELL〜（2026年公開予定） - 美国亜希子[28]

### 配信
- 田中圭24時間テレビ（2018年12月15日 - 12月16日、AbemaSPECIAL2） - 田中圭の母親 [29]

### 舞台
- タンゴ・冬の終わりに（1984年4月3日 - 30日、PARCO西武劇場） - 名和水尾
- タンゴ・冬の終わりに〈再演〉（1986年2月1日 - 25日、PARCO劇場） - 名和水尾
- 七人みさき（1991年6月7日 - 30日、銀座セゾン劇場）
- にごり江（1994年、近鉄劇場） - おりき
- 権八と小紫（1994年、新橋演舞場、他） - 小紫
- 女系家族（1996年、新橋演舞場）座長公演
- 御宿かわせみ (1997年6月、新橋演舞場)
- 吉原炎上（1998年6月、新橋演舞場）座長公演
- 花の天勝（1999年6月、新橋演舞場）座長公演
- 小美代姐さん花乱万丈（2003年8月、三越劇場）座長公演
- 隣の女（2004年8月、三越劇場）座長公演
- 狐狸狐狸ばなし（2005年10月、三越劇場）座長公演
- ほし☆あい（2007年3月8日 - 22日、三越劇場）座長公演
- 妻への詫び状（2007年5月5日 - 23日、大阪松竹座）座長公演
- 源氏物語 幻想絵巻〈朗読〉（2007年11月）メイン
- 窯変 源氏物語 夕顔〈朗読〉（2008年2月1日 - 5日、シアター1010）メイン
- 窯変 源氏物語 玉鬘 葵（2008年4月26日 - 30日、シアター1010）出演は玉鬘のみ
- 耳かきお蝶（2008年8月6日 - 12日、シアター1010）座長公演
- 売れっ子芸者奮闘記（2009年9月5日 - 20日、京都南座）座長公演
- 梅咲きぬ（2010年2月2日 - 21日、名古屋御園座）座長公演
- 竹取物語〈朗読〉（2011年1月28日、名古屋御園座）メイン
- 女房は幽霊〈ゴースト〉（2011年9月6日 - 25日、京都南座）座長公演
- 60歳のラブレター 絆 夫婦編〈朗読〉（2011年12月15日、サントリーホール ブルーローズ）
- 新春朗読特別公演「人情馬鹿物語」より 遊女夕霧 三味線しぐれ（2012年1月4日、日本橋劇場）メイン
- 新春朗読特別公演「人情馬鹿物語」より 遊女夕霧 七つの顔の銀次（2012年1月5日、日本橋劇場）メイン
- 居酒屋お夏（2015年4月9日 - 19日、三越劇場） - お夏
- The MERCY SEAT（原作：ニール・ラビュート、2016年4月13日 - 17日、シアタートラム、三木眞一郎との二人芝居） - アビー

### ラジオ
- NISSANミッドナイトステーション「名取裕子 ルージュをおとして」（1981年10月 - 1983年3月、TBSラジオ）
- ほっと一息裕子です（ニッポン放送）
- ラジオノベルズ 女達のジハード
- オールナイトニッポン MUSIC10（2015年9月 - 2020年3月（火曜日担当）、2020年4月 - （森高千里・岸谷香と週替わりで水曜日担当）、ニッポン放送）

### CM・広報
- グリコ プッチンプリン
- カティーサーク（1981年）
- 大塚製薬 オロナインH軟膏（1982 - 1996年）
- ユニ・チャーム 化粧パフ ユニコット エレガンス（1984年）
- 森永乳業「クリープ」（1987年）
- ユニリーバ・ジャパン「LUXシャンプー」（1988年）
- 資生堂
- 東芝エアコン
- KIRIN　キリンビール
- トヨタ自動車 ブレビス
- 野村證券（株主探偵-名取裕子事務所[30]、2007年〜2008）
- エーザイ通販用サプリメント「ユベラ 贅沢ポリフェノール」（2011年）
- ダリヤ サロン ド プロ（2013年 - ）[31][32]
- 京都国際映画祭2016（2016年） - アンバサダー [33]
- パナソニック Panasonic リフォーム｢アラウーノ」（2017年7月 - ）※ムロツヨシ、石田ゆり子と共演[34]
- 全国優良石材店の会（2022年3月 - ）[35]

## 書籍
- 犬の花道、女の花道（2003年6月20日発売、集英社Be文庫、ISBN 4-08-650032-9）

### 雑誌
- 銀座百点2010年1月号（銀座百店会発行）
  - 「名取裕子の銀座大好き」で名取が銀座で懇意にしている店舗を紹介

### 作詞（提供）
- Free Free Night（作曲：沢田研二／編曲:柴山和彦）
- 1983年3月5日「JULIE SONG CALENDAR」（沢田研二）に収録。

## 受賞歴
- 第4回日本ジュエリーベストドレッサー賞30代部門（1993年）
- 第12回日本アカデミー賞優秀助演女優賞[36]
- 第19回日本アカデミー賞優秀助演女優賞[37]